# Матвеев, Фёдор Иванович
Фёдор Ива́нович Матве́ев (1923—1976) — капитан 1-го ранга Военно-морского флота СССР, участник Великой Отечественной войны, Герой Советского Союза (1945).

## Биография
Фёдор Матвеев родился 30 декабря 1923 года в селе Карасёво (ныне — Черепановский район Новосибирской области). После окончания семи классов школы проживал в Узбекской ССР, работал на железной дороге. В 1942 году Матвеев был призван на службу в Рабоче-крестьянскую Красную Армию. С декабря того же года — на фронтах Великой Отечественной войны. В апреле 1943 года был ранен.
К маю 1944 года сержант Фёдор Матвеев командовал отделением 1-й пулемётной роты 997-го стрелкового полка 263-й стрелковой дивизии 51-й армии 4-го Украинского фронта. Отличился во время освобождения Севастополя. В ночь с 7 на 8 мая 1944 года отделение Матвеева проделало проходы в проволочных заграждениях и минных полях противника, после чего захватило вражеские траншеи. Продвигаясь вперёд, оно приняло участие в разгроме немецкой колонны, захватив в плен 145 солдат и офицеров, а также захватив 8 повозок и 3 автомашины. В бою за высоту Сахарная Головка отделение Матвеева захватило три вражеских дота. 9 мая 1944 года оно приняло активное участие в боях за Корабельную сторону Севастополя. В том бою Матвеев получил ранение, но продолжал сражаться, заменив собой командира роты.
Указом Президиума Верховного Совета СССР от 24 марта 1945 года за «образцовое выполнение заданий командования и проявленные мужество и героизм в боях с немецкими захватчиками» сержант Фёдор Матвеев был удостоен высокого звания Героя Советского Союза с вручением ордена Ленина и медали «Золотая Звезда» за номером 8768.
После окончания войны Матвеев окончил Черниговское пехотное училище и был уволен в запас. Вернулся на родину, работал секретарём райкома ВЛКСМ. В 1951 году Матвеев повторно был призван в армию. Окончил военно-политические курсы. Служил на Черноморском флоте. В 1974 году в звании капитана 1-го ранга Матвеев был уволен в запас. Проживал сначала в Севастополе, затем в Ташкенте. Умер 12 апреля 1976 года, похоронен на Воинском кладбище в Ташкенте.
Был также награждён рядом медалей.
В честь Матвеева названа улица в Черепаново.